# Varon Milanes
El Varon milanes de la lengua de Milan o simplement Varon milanes és un diccionari etimològic del lèxic milanès, dialecte central del llombard occidental. Publicat per primera vegada entre finals del segle xvi i principis del segle xvii, és un dels textos més antics que existeixen en la variant milanesa. El seu autor, Giovanni Capis, hi mostra els orígens llatí i grec del milanès. La referència a Varró que hi ha al títol de l'obra fa referència a l’obra De lingua Latina de l'erudit clàssic.

## Història editorial
El Varon es va imprimir per primera vegada a Pavia a les impremptes de Bartoli. Tanmateix sabem de l'existència d'aquesta primera edició gràcies a la menció que se'n fa a en una segona impresa per Giovanni Giacomo Como a Milà el 1606. Aquesta edició, revisada per Ignazio Albani, també conté el Prissian de Milan de la parnonzia milanesa (Priscià de Milà sobre la pronunciació milanesa), obra de Giovanni Ambrogio Biffi.
El Varon conté prop de 570 paraules clau (paraules o frases) que il·lustren no només el dialecte milanès de l’època, sinó també nombrosos aspectes de la vida de l’època.

Tot i que no està escrit en milanès (a diferència del Prissian), la seva importància per a aquest dialecte llombard i per a la seva literatura és tal que Carlo Porta el cita com el primer dels seus cinc pilars literaris (juntament amb Carl Maria Maggi, Meneghin Balestree, Carl'Antoni Tanz i Giusep Parin), en un dels seus famosos sonets, Varon, Magg, Balestrer, Tanz i Parin, el qual comença de la següent manera:
Varon, Magg, Balestrer, Tanz e Parin,
cinqu omenoni proppi de spallera,
gloria del lenguagg noster meneghin,
jesuss! hin mort, e inscì nol fudess vera.
L'obra va ser reimpresa en diferents períodes: el 1750 a Milà a la imprempta de Giuseppe Marelli; el 1816 per Francesco Cherubini, al primer dels dotze volums de la seva col·lecció de les millors obres escrites en milanès; el 1901 per Ferdinando Fontana dins la seva Antologia Meneghina. La darrera reedició apareguda la va revisar el filòleg varès Dante Isella el 2005, en la que hi va afegir un ampli ventall d'entrades que es repeteixen en els diversos autors milanesos, des de Bonvexin de la Riva fins a Delio Tessa.

## Edicions delVaron Milanes
- Capis, Giovanni. Varon Milanes de la lengua de Milan e Prissian de Milan de la parnonzia milanesa (en llombard).  Milà: Giovanni Jacomo Como, 1606.
- Capis, Giovanni. Varon Milanes de la lengua de Milan e Prissian de Milan de la parnonzia milanesa (en llombard).  Milà: Giuseppe Marelli, 1750.
- Capis, Giovanni. Varon milanes de la lengua de Milan.  Einaudi, 2005. ISBN 88-06-17661-7.